# 国際キフ機構
国際キフ機構（こくさいきふきこう、英語: Koyamada International Foundation、略称は、キフ・グルーバル））は、国際NGO。2008年3月10日に、小山田真とニア・ライトが共同設立。各国の全国組織が加盟。国際本部は、アメリカ合衆国カリフォルニア州ロサンゼルス。国連機関や国際NGOとグローバル提携。下部組織は、国際NGO「ガーディアン・ガールズ・インターナショナル」と「スターエンジェル・インターナショナル」。日本においては、加盟組織の「キフジャパン」が活動。
目的は、世界平和、相互理解、持続可能な開発を促進するために、人道援助を提供し、グラスルーツで市民交流の国際関係を強化し、世界の青年と女性の才能を最大限に引き出すことによって、人々の生活の質を向上。

## 経緯
武道を通じてテキサス州で若者達を支援する「キックスタート財団」、青少年向けに放課後プログラムを提供する「ボーイズ・アンド・ガールズ・クラブ・オブ・アメリカ」、日米友好交流を推進する「全米日米協会連合」加盟団体、難病児童支援プロジェクト活動を行う「スターライト財団」等、その他数多くのチャリティー活動を個人として４年間、全米で活動を実施。
団体として、様々な非営利団体と組んでチャリティー活動範囲を拡大する為、2008年3月10日に、アメリカ合衆国カリフォルニア州ロサンゼルスで、小山田真とニア・ライトにより、米国内国歳入法501(c)(3)非営利公益法人として正式に設立。
設立当時の団体名は、「THE SHIN KOYAMADA FOUNDATION」（SKF）だったが、2013年度に「KOYAMADA INTERNATIONAL FOUNDATION」（KIF：キフ）に団体名を変更。
2011年（平成23年）3月11日に起きた東日本大震災の援助支援をきっかけに、日本橋にキフジャパンを設立。

## グローバル事業・プロジェクト
国際本部が設定するグローバル事業は、国際青年リーダーシップ事業、国際ジェンダー事業、国際緊急支援事業、国際地域外交事業、国際宇宙教育事業、国際自然保護事業の六本柱。各国の加盟組織は、この全て又は一部の事業を該当国で実施。各事業内に、プロジェクトがそれぞれ設置されている。

### 国際青年リーダーシップ事業
各国にて、国際社会で活躍する次世代グローバルリーダーの育成を促進すること。
ジールアップ
本プロジェクトは、講演会を通じて、国際的に豊富な経験、知識、知恵を学生達へ共有し、国際社会における青年グローバルリーダー育成支援すること。主に高等学校や大学にて、様々な分野で国際的な経験を持つ官と民の講師を招き、在学生を対象に国際講演会を開催。

### 国際ジェンダー事業
女性が夢を追うことができ、社会的生活を改善するため、ジェンダー平等と女性に対するあらゆる形態の差別と暴力を撤廃し、女性の権利を促進し、擁護支援すること。
ガーディアン・ガールズ
本プロジェクトは、本機構とUNFPAの官民パートナーシップ事業の一つ。主に発展途上国の少女や女性を対象に、武道や護身術の訓練を通じて心技体をさらに磨きあげることにより、GBVを妨げ、撤廃すること。アフリカ諸国において、本プロジェクトを実施している。2024年に、下部組織として、ガーディアン・ガールズ・インターナショナルを発足し、本事業を統括運営。

### 国際緊急支援事業
国内外の地震や洪水等の自然災害、紛争など危機的状況下の被災者を対象に、支援物資や教育などの緊急支援や復興支援すること。
スター・エンジェル
本プロジェクトは、ECWとの官民パートナーシップ事業。当機構が拠点を置く南米やアフリカを中心にて、ECWと連携する各国の政府や国際NGOと一緒に、紛争や自然災害、感染症蔓延などの危機的状況下で暮らす子供と若者に、質の高い教育の機会を提供。

### 国際地域外交事業
地方活性化や異文化の理解及び外国との相互理解を深める為、青年、文化、教育、経済、医療、スポーツ等の地域レベルでの草の根国際交流を推進することを目的。
サブナショナルX
本プロジェクトは、他国の自治体と民間が共同で実施する地域（サブナショナル）レベルでの草の根官民パートナーシップ。国境を越えた市民交流や国際理解の推進の為、海外の都市と姉妹都市提携を結ぶ地方公共団体が実施する市民レベルでの草の根国際交流事業（文化、教育、経済、医療、震災、行政等）の支援。二国間・多国間の姉妹都市交流事業やサミット・シンポジウム・フィエスタ・エクスポ・セミナーなどを企画・実施。

### 国際宇宙教育事業
国内外の若者を対象に宇宙事業を通じてチームリーダーシップ育成支援及び相互の理解と友好関係を深化すること。
スペースステラー
本プロジェクトは、宇宙をテーマにした活動を通じて相互の関心、情熱、理解を共有し、チームリーダーシップスキルを育成し、宇宙科学と技術の知識と経験を積むことを目的。各国にて宇宙関連の国連・政府機関、企業や団体と連携して、世界中の若者を対象に宇宙関連の国際教育講演会、他国との宇宙国際交流事業、宇宙関連施設見学や体験など。

### 国際環境保護事業
自然環境における野生生物と熱帯雨林及びそこに暮らす先住民の保護。
アマゾン・ハビタット
本プロジェクトは、南米7カ国が含まれるアマゾンの熱帯雨林保全と再生、またそこに暮らす先住民族と生息する野生生物・動物の保護活動を促進すること。南米大陸の世界最大面積を誇るアマゾン熱帯雨林とその先住民の保護、そしてそこに生息する野生生物を守り絶滅の危機から救う為、南米に拠点を置くキフ・ブラジル（サンパウロ本部）とキフ・コロンビア（首都ボゴタ本部）および国連機関並び国際NGOと連携支援。
アマゾン・ハビタット
本プロジェクトは、アフリカ大陸のサバンナ地域に暮らす野生動物や先住民族の保護活動とサファリ体験のプロモーション支援をすること。サファリ・ハビタットは、アフリカ大陸のサバンナ区域に住む野生動物と先住民族保護と自然保全プロジェクト。アフリカの一大産業で地方経済を支えるサファリ観光を促進。

## 沿革
- 2008年
  - 3月 - ロサンゼルスに、非営利公益法人として当機構を設立。
- 2010年
  - 7月 - 『全米武道祭』主催。
- 2011年
  - 3月 - 東日本大震災支援をきっかけに、東京日本橋に加盟団体「キフジャパン」を設立。
  - 7月 - 『全米武道祭』主催。
- 2013年
  - 1月 - 「KOYAMADA INTERNATIONAL FOUNDATION」（KIF）に、団体名を変更。
  - 5月 - ロサンゼルスにて、加盟団体「キフアメリカ」を設立。
  - 6月 - ハリウッドスーパースターのディラン&コール・スプラウス（テレビドラマスイート・ライフ）をアンバサダーとして任命。
- 2017年
  - 1月：コロンビア共和国ボゴタに、加盟団体「キフ・コロンビア」を設立。
- 2019年
  - 1月 - ブラジル連邦共和国サンパウロ市に、加盟団体「キフ・ブラジル」を設立。
  - 2月 - 国際NGO「国際青年会議所」（JCI）と団体提携。各国において、国際青年リーダーシップ事業を促進。
  - 2月 - 国際NGO「特定非営利活動法人アムダ」 (AMDA) と団体提携。各国において、国際緊急支援事業を促進。
  - 10月 - ケニア共和国首都ナイロビ市に、加盟団体「キフ・ケニア」を設立。
  - 10月 - ナイロビ市で開催された国連人口基金・デンマーク政府・ケニア政府主催「ICPD25周年ナイロビ・サミット」にて、ゲストスピーカーとして出席。
  - 11月 - トーゴ共和国首都ロメ市に、加盟団体「キフ・トーゴ」を設立。
  - 12月 - 国連総会の補助機関「国連人口基金」（UNFPA）国際本部と国際パートナシップ協定を締結。各国において、国際ジェンダー事業を促進。ジェンダーに基づく暴力（GBV）を防止・撤廃するため、共同プロジェクト「ガーディアン・ガールズ」を設立。
- 2020年

紛争など危機的状況下の子供達を対象に教育物資を提供するため、プロジェクト名「スターエンジェル」を開始。
- - 6月 - ガーナ共和国首都アクラ市に、加盟団体「キフ・ガーナ」を設立。
  - 8月 - 国際地域外交事業の一環として、各国の地域間のサブナショナル外交を促進する為、プロジェクト名「サブナショナルX」を開始。
- 2021年
  - 1月 - 国際自然保護事業の一環として、プロジェクト名「サファリ・ハビタット」と「アマゾン・ハビタット」を開始。
  - 1月 - 国際宇宙教育事業の一環として、プロジェクト名「スペースステラー」を開始。
  - 11月 - タンザニア連合共和国エスサラームに、加盟団体「キフ・タンザニア」を設立。
- 2022年
  - 5月 - 世界空手道連盟（WKF）とグローバル提携。
- 2024年
  - 1月 - 下部組織として、ガーディアン・ガールズ・インターナショナルを発足。
  - 4月 - アメリカ連邦捜査局（FBI）長官より「コミュニティー・リーダーシップ賞」を受賞。

## 組織
- 国際本部（ロサンゼルス）
  - 執行委員会
  - アフリカ地域委員会
  - 北米地域委員会
  - 中南米地域委員会
  - ヨーロッパ地域委員会
  - 事務局

## 下部組織
- ガーディアン・ガールズ・インターナショナル
- スターエンジェル・インターナショナル

## 各国加盟組織
各加盟組織は、国際本部に正式加盟。
| 設立年                 | 団体名             | 英語名       | 国               | 本部都市         | 地域         |
| ---------------------- | ------------------ | ------------ | ---------------- | ---------------- | ------------ |
| 2011年3月（平成23年）  | キフジャパン       | KIF Japan    | 日本             | 東京都           | アジア太平洋 |
| 2013年5月（令和元年）  | キフ・アメリカ     | KIF USA      | アメリカ         | ロサンゼルス     | 北米         |
| 2017年1月（平成29年）  | キフ・コロンビア   | KIF Colombia | コロンビア       | ボゴタ           | 中南米       |
| 2019年1月（平成31年）  | キフ・ブラジル     | KIF Brazil   | ブラジル         | サンパウロ       | 中南米       |
| 2019年10月（令和元年） | キフ・ケニア       | KIF Kenya    | ケニア           | ナイロビ         | アフリカ     |
| 2019年11月（令和元年） | キフ・トーゴ       | KIF Togo     | トーゴ           | ロメ             | アフリカ     |
| 2020年6月（令和2年）   | キフ・ガーナ       | KIF Ghana    | ガーナ           | アクラ           | アフリカ     |
| 2021年11月（令和3年）  | キフ・タンザニア   | KIF Tanzania | タンザニア       | ダルエスサラーム | アフリカ     |
| 2022年8月（令和3年）   | キフ・コンゴ       | KIF DRC      | コンゴ民主共和国 | キンシャサ       | アフリカ     |
| 2024年6月（令和5年）   | キフ・ペルー       | KIF Peru     | ペルー           | リマ             | 中南米       |
| 2024年7月（令和5年）   | キフ・ナイジェリア | KIF Nigeria  | ナイジェリア     | アブジャ         | アフリカ     |